# 岡光夫
岡 光夫（おか みつお、1920年1月5日 - 2005年6月6日）は、日本の日本農業経済史学者。
北海道出身。北海道大学農学部農業経済学科卒、同大学院中退、1961年「封建村落の経済的研究」で東京大学農学博士。兵庫農科大学講師、助教授、同志社大学経済学部助教授、教授。1990年定年、名誉教授。
2005年6月6日午後6時35分、肺炎のため茨城県水戸市の病院で死去。85歳没。

## 著書
- 『日本近世経済史』啓文社 1960
- 『封建村落の研究』有斐閣 1963
- 『近世農業経営の展開 自作経営の諸形態』ミネルヴァ書房 1966
- 『村落産業の史的構造』新生社 日本史学研究双書 1967
- 『近世農民一揆の展開』ミネルヴァ書房 1970
- 『幕藩体制下の小農経済』法政大学出版局 1976
- 『日本塩業のあゆみ』国書刊行会 1982
- 『日本農業技術史 近世から近代へ』ミネルヴァ書房 1988
- 『近世農業の展開 幕藩権力と農民』ミネルヴァ書房 1991

### 共編著
- 『近世の日本農業』三好正喜共編 農山漁村文化協会 1981
- 『日本経済史 幕藩体制の経済構造』山崎隆三共編著 ミネルヴァ書房 1983
- 『明治農書全集 第5巻 特用作物』編集 農山漁村文化協会 1984
- 『稲作の技術と理論』堀尾尚志,飯沼二郎共責任編集 平凡社 近代日本の技術と社会 1990
- 『日本経済史 近世から近代へ』丹羽邦男,山崎隆三共編著 ミネルヴァ書房 1991

### 翻刻・校訂
- 『日本農書全集 第15巻』大蔵永常「綿圃要務」翻刻・現代語訳 農山漁村文化協会 1977
- 『日本農書全集 第8巻 家業伝」木下清左衛門著 翻刻・現代語訳・校注 農山漁村文化協会 1978
- 『日本農書全集 第16巻 百姓伝記 巻1～7』守田志郎共校注 農山漁村文化協会 1979
- 『日本農書全集 第17巻 百姓伝記 巻8～15』翻刻・現代語訳・農山漁村文化協会 1979
- 田村恒次郎『辛酸 戦中戦後・京の一庶民の日記』編集 ミネルヴァ書房 叢書・同時代に生きる 1980
- 『日本農書全集 第4巻』土屋又三郎「耕稼春秋」堀尾尚志翻刻・現代語訳 堀尾,岡校注 農山漁村文化協会 1980

## 論文
- ＜岡光夫